# Veliki Kal (gmina Ivančna Gorica)
Veliki Kal – wieś w Słowenii, w gminie Ivančna Gorica. W 2018 roku liczyła 37 mieszkańców.